# Mindaugas Lukauskis
Mindaugas Lukauskis (Panevėžys, Lituania, 19 de mayo de 1979) es un jugador de baloncesto lituano que actualmente juega en el Jurbarkas-Karys de la segunda división lituana. Con 1.96 de estatura, su puesto natural en la cancha es el de escolta. 

## Trayectoria

### Clubes
| Club                  | País     | Año             |
| --------------------- | -------- | --------------- |
| Panevėžys             | Lituania | 1996 - 2001     |
| Sakalai Vilnius       | Lituania | 2001 - 2002     |
| KK Alytus             | Lituania | 2002 - 2003     |
| Lietuvos Rytas        | Lituania | 2003 - 2009     |
| ASVEL Villeurbanne    | Francia  | 2009 - 2010     |
| EWE Baskets Oldenburg | Alemania | 2010 - 2011     |
| Basket Barcellona     | Italia   | 2011 - 2012     |
| Valencia Basket       | España   | 2012            |
| Tofaş                 | Turquía  | 2013            |
| CB Bilbao Berri       | España   | 2013            |
| KK Prienai            | Lituania | 2013 - 2014     |
| Lietuvos Rytas        | Lituania | 2014 - 2016     |
| Lietkabelis           | Lituania | 2016 - 2017     |
| Lietuvos Rytas        | Lituania | 2017 - 2018     |
| KK Prienai            | Lituania | 2018 - 2020     |
| KK Šiauliai           | Lituania | 2020 - 2021     |
| KK Alytaus Dzūkija    | Lituania | 2021 - 2022     |
| BC Wolves             | Lituania | 2022 - 2023     |
| Jurbarkas-Karys       | Lituania | 2023 - Presente |

## Selección nacional
Lukauskis integró el combinado lituano que participó del torneo de baloncesto masculino de los Juegos Olímpicos de Pekín 2008.
También participó de la Copa Continental Stankovic 2005 (en la que su equipo se consagró campeón) y de las ediciones 2005 y 2009 del Eurobasket.

## Palmarés
- ULEB Cup:

Lietuvos Rytas: 2004-2005
- Liga Báltica:

Lietuvos Rytas:  2005-2006, 2008-2009
- ULEB Eurocup:

Lietuvos Rytas: 2008-2009
- Semaine des As: 1

ASVEL Villeurbanne: 2009-2010
- Match des Champions: 1

ASVEL Villeurbanne: 2009-2010